# Илыч
И́лыч (коми: Ылыч, Ылыдз) — река в России, протекает по территории Троицко-Печорского района Республики Коми, правый приток реки Печоры. На карте 1846 года — Илыч.

## Этимология

Бассейн Печоры

На коми языке ыл — «далёкий, дальний, отдалённый», ыдз — суффикс, указывающий на нахождение объекта. Ылыдз — «дальняя, отдалённая река». Так реку могли назвать охотники из Выми или Верхней Вычегды, которые здесь имели свои охотничьи угодья и для которых эти места были отдалёнными.
В официальном названии звук ы в начале слова передан и, так как в этом положении он не свойственен русскому языку (см. Иб). Аффриката дз, отсутствующая в русском языке, отражается в виде ч.
Мансийское название Олс, Олыс, вероятно, является переделкой коми наименования Ылыч, Ылыдз.

## География
Берёт своё начало в западных отрогах Северного Урала из болота на восточных склонах хребта Тимаиз. Длина — 411 км, площадь водосборного бассейна — 16 000 км². Питание снеговое и дождевое. Среднегодовой расход воды — у населённого пункта Максим (47 км от устья) 177 м³/с. Замерзает в начале ноября, вскрывается в конце апреля.
Крупнейшие притоки — Пырсъю, Палью (левые); Косью, Саръю, Когель (правые).
Течёт в верхнем течении на юг, в среднем и нижнем на запад. Берега в верховьях низкие, а русло крайне извилисто. В среднем течении Илыч входит в глубокую долину с обрывистыми, скалистыми берегами. В нижнем течении река выходит на Печорскую низменность, по берегам заливные луга.
В нижнем течении Илыча на правом берегу находится деревня Еремеево, на левом — посёлок Приуральский и деревня Палью.
Илыч впадает в Печору около деревни Усть-Илыч. В нижнем течении река судоходна. Вдоль левого берега Илыча расположен Печоро-Илычский заповедник.

## Основные притоки
(расстояние от устья)
- 9 км — Палью (левый)
- 30 км — Челач (левый)
- 38 км — Архип-Ёль (правый)
- 42 км — Когель (правый)
- 57 км — Комосоёль (правый)
- 77 км — Мартюр (левый)
- 96 км — Саръю (правый)
- 101 км — Пожемъёль (правый)
- 123 км — Испередъю (правый)
- 130 км — Лёкъизвож (левый)
- 143 км — Ичет-Анью (левый)
- 145 км — Ыджид-Анью (левый)
- 154 км — Патракарьем-Вомынбежъёль (правый)
- 167 км — Шежимъю (левый)
- 180 км — Косъю (правый)
- 186 км — Валганъёль (правый)
- 194 км — Ыджидляга (левый)
- 194 км — Ичетляга (левый)
- 200 км — Шонтэмвож (левый)
- 214 км — Ыджид-Сотчемъёль (левый)
- 222 км — Родеёль (правый)
- 228 км — Лопъю (правый)
- 233 км — Укъю (левый)
- 249 км — Листовка-Ёль (левый)
- 256 км — Щука-Ёль (левый)
- 268 км — Малая Вачжига (правый)
- 274 км — Пырсъю (левый)
- 277 км — Большая Вачжига (правый)
- 286 км — Яранпасаёль (левый)
- 290 км — Кожимъю (левый)